# Christopher Bechtler
Christopher (alias Christian) Bechtler (1782-1843) est un orfèvre et horloger américain d'origine allemande. Il produit des dollars en or définis, connus sous le nom de « dollars Bechtler », au début des années 1830 et en 1840, avant que le gouvernement américain ne commence lui-même à produire des dollars en or en 1849. Le site de son hôtel des monnaies est désigné comme le Bechtler Mint Site Historic Park en Caroline du Nord.

## Biographie
Bechtler naît à Pforzheim, dans le margraviat de Bade. En 1767, Charles Frédéric, grand-duc de Bade, autorise la fabrication de montres à Pforzheim et crée une école technique. Cette dernière donne naissance à d'autres établissements d'enseignement et constitue aujourd'hui la Goldschmiedeschule mit Uhrmacherschule Pforzheim (école des bijoutiers et des horlogers de Pforzheim) ; Bechtler y est formé. Vers 1820, Bechtler repère de petites traces d'or dans le , un ancien abrasif ménager. En 1823, il demande une concession minière et tente d'extraire de l'or dans le , une roche datant de la fin du trias, dans les environs de Sternenfels, où l'on produit le . La quantité d'or trouvée n'est pas satisfaisante, mais Bechtler demande un brevet ducal badois pour sa machine à laver l'or en 1819.
En 1829, Bechtler, ses fils Augustus et Charles, ainsi qu'un neveu, immigrent aux États-Unis. En 1830, il ouvre un magasin d'horlogerie à Philadelphie, où se trouve le premier hôtel des monnaies des États-Unis. Attiré par l'une des premières ruées vers l'or aux États-Unis, Bechtler s'installe en Caroline du Nord en 1830 et crée un hôtel des monnaies privé.
Bechtler est mort à Rutherfordton, en Caroline du Nord.
L'hôtel des monnaies privé de Bechtler et de ses successeurs, situé dans le comté de Rutherford, en Caroline du Nord, est exploité de 1831 aux années 1850 et produit plus d'un million de pièces d'or entre 1831 et 1841. La précision de Bechtler et la fiabilité de la teneur en or de ses pièces lui permettent de s'imposer face à d'autres producteurs et d'obtenir une grande fortune.

## Monnaies

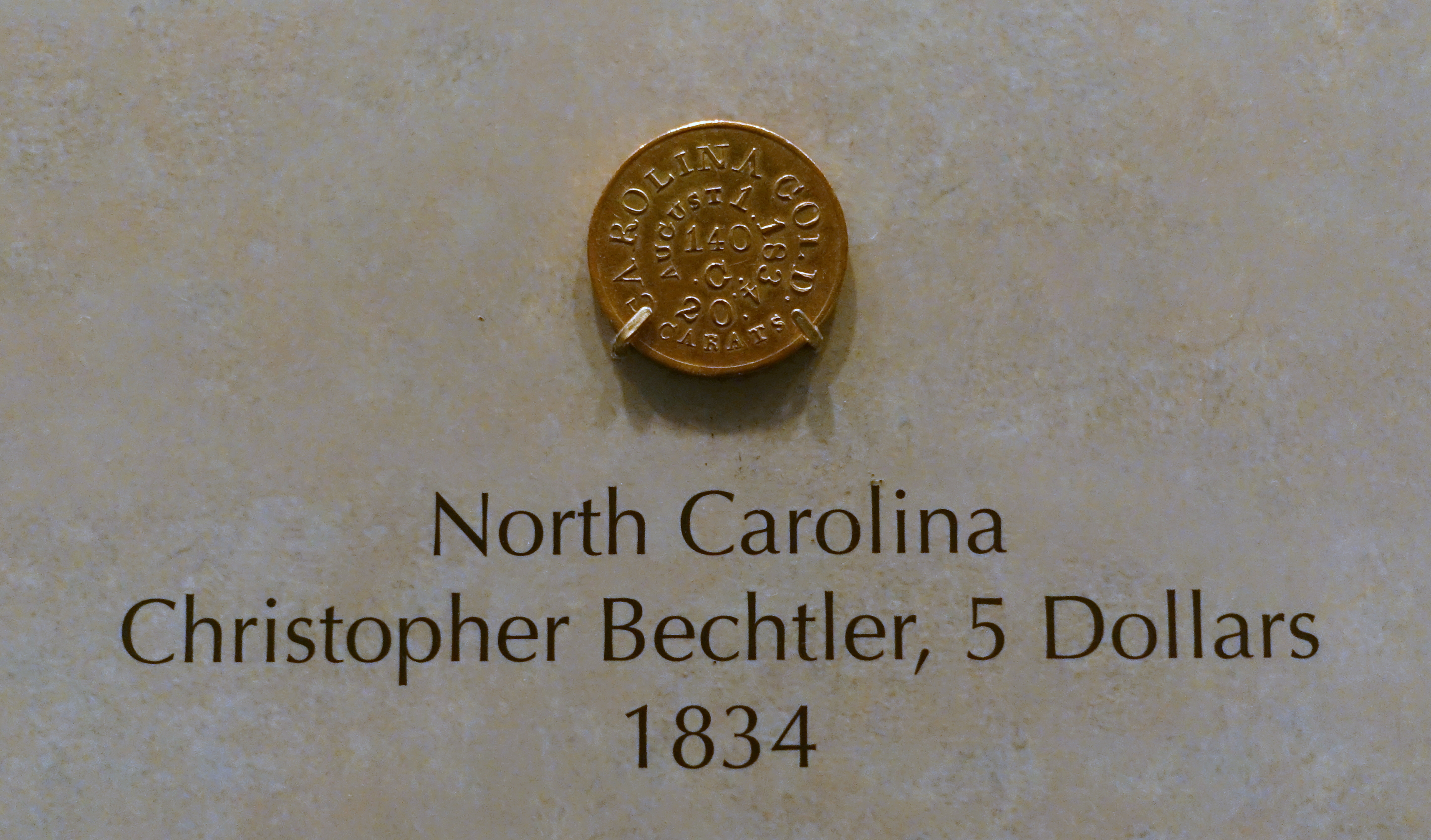
Une pièce de 5 dollars Bechtler de 1834.

L'hôtel des monnaies de Bechtler produit des pièces en trois valeurs : 1, 2,50 et 5 dollars, et les pièces sont frappées en trois finesses : 20 carats, 21 carats et 22 carats. À l'époque et dans les limites de la technologie existante, les pièces sont considérées comme étant d'un poids honnête.
En raison du Coinage Act du 28 juin 1834, qui augmente la valeur de l'or de plus de 6 %, les pièces de Bechtler sont aujourd'hui assez rares et atteignent donc des prix élevés lorsqu'elles sont mises en vente. La North Carolina National Bank de Charlotte possède une collection que l'on peut admirer aujourd'hui.